# Nová Ves nad Nisou
Nová Ves nad Nisou è un comune della Repubblica Ceca facente parte del distretto di Jablonec nad Nisou, nella regione di Liberec.